# Jevgenyij Szerafimovics Lovcsev
Jevgenyij Szerafimovics Lovcsev (Krjukovo, Szovjetunió, 1949. január 29. –) nemzetközi labdarúgó, edző, sportvezető.

## Világbajnokság
Mexikóban rendezett IX., az 1970-es labdarúgó-világbajnokság döntő mérkőzéseit, ahol a szovjet válogatott egyik meghatározó játékosa volt.

## Európa-bajnokság
Belgiumban volt az IV., az 1972-es labdarúgó-Európa-bajnokság döntő küzdelmeit. Az előselejtezők során a szovjet válogatott egyik erőssége. A végső küzdelmekben, a negyeddöntőktől kezdve már nem kapott szerepet.
Jugoszlávia adott otthont az V., az 1976-os labdarúgó-Európa-bajnokság döntő küzdelmeinek. Az előselejtezők során a szovjet válogatott egyik erőssége. A negyeddöntőben egy alkalommal szerepelt, de edzője a 72'-ben lecserélte.

## Olimpia
Német Szövetségi Köztársaságban, Münchenben rendezték a XX., az 1972. évi nyári olimpiai játékok olimpiai labdarúgó torna döntő mérkőzéseinek, ahol a bronzérmes szovjet csapat tagjai: Jevgenyij Rudakov, Murtaz Hurcilava, Jurij Isztomin, Vladimir Kaplicsnij, Viktor Kolotov, Jevgenyij Lovcsev, Szergej Olsanszkij, Vjacseszlav Szemjonov, Oleg Blohin, Gennagyij Jevruzsikin, Oganesz Szanaszanjan, Andrej Jakubik, Arkagyij Andriaszjan, Anatolij Kukszov, Szabó József, Vlagyimir Pilguj, Vlagyimir Onyiscsenko, Revaz Dzodzuasvili, Jurij Jeliszejev

## Sárga lap
Az 1970-es labdarúgó-világbajnokságon 1970. május 31-én Mexikóvárosban, az Azték Stadionban, 107 160 néző előtt, a Mexikó – Szovjetunió (0:0) csoportmérkőzést irányító német Kurt Tschenscher alkalmazta elsőnek a sárga lapot figyelmeztetésként, amit Jevgenyij Lovcsevnek mutatott fel.

## Futsal
Magyarországon, Szegeden rendezték, 2002. novemberben a harmadik futsal Európa-bajnoki selejtezők egyik csoportkörét, ahol a magyar csapat mellett Lettország, Izrael és Oroszország-válogatottja mérkőzött egymással. Az orosz-válogatott edzője: Jevgenyij Lovcsev volt, aki eredményesen készítette fel az orosz válogatottat, mert veretlenül jutottak az olaszországi döntőbe.